# Gliese 208
Gliese 208 é uma estrela anã laranja (tipo espectral K7) de magnitude aparente 8,89. Sua massa é de cerca de 0,47 massas solares.
Cálculos feitos em 2010 sugerem que Gliese 208 passou a no mínimo 1,537 parsecs (5 anos-luz) do Sol há cerca de 5000 anos.